# Видобування термінології
Видобування термінології (інші назви — видобування термінів, видобування глосарія, розпізнавання термінів, видобуток термінології) — одна із задач у рамках видобування інформації. Метою видобування термінології є автоматичне віднайдення термінів певної предметної області в наявному корпусі текстів.
В епоху семантичної павутини дедалі більше спільнот і мережевих підприємств отримують доступ до Інтернету і взаємодіють у ньому. Моделювання такої взаємодії та інформаційних потреб цих спільнот є важливим для деяких вебзастосунків, як-от пошукові роботи, вебслужби, рекомендаційні системи тощо. Крім того, розвиток технологій видобування термінології важливий для мовної галузі.
Одним із перших кроків до моделювання предметної області є складання словника релевантних термінів, який стає мовним унаочненням її понять. У літературі описано кілька методів автоматичного видобування технічних термінів зі сховищ документів.
Як правило, для автоматичного виділення термінів використовують засоби обробки мови (розмічування частин мови, виокремлення фраз), за допомогою яких визначають термінологічні кандидати — тобто синтаксично вірогідні термінологічні іменникові групи.
Іменникові групи включають:
- іменникові словосполучення (наприклад, «рада директорів»)
- прикметникові іменникові словосполучення (наприклад, «кредитна картка»)
- прийменникові іменникові словосполучення (наприклад, «лоток для відходів»).

Зокрема, в англійській мові найчастіше зустрічаються перші два типи (іменникові та іменникові словосполучення).
Після цього терміни, які увійшли в список кандидатів, обробляються за допомогою методів статистики і машинного навчання. Відфільтровані таким чином терміни матимуть низьку неоднозначність і високу специфічність, тому вони особливо корисні для концептуалізації області знань і для підтримки створення онтології області або термінологічної бази.
Видобування термінології є дуже корисною відправною точкою для семантичної схожості, управління знаннями, перекладу людиною та машинного перекладу тощо.

## Видобування двомовної термінології
Методи видобування термінології застосовні не тільки до одномовних, а й до паралельних корпусів. У поєднанні, наприклад, зі статистикою спільного входження можна створити список кандидатів для перекладу термінів. Двомовну термінологію можна також витягти із порівнянних корпусів (тобто корпусів, які містять тексти в межах одного текстового типу і належать до однієї предметної області, але не містять перекладів).